# 苗语麻山次方言
苗语麻山次方言是苗语川黔滇方言的一支，主要分布在贵州省西南部的紫云苗族布依族自治县、罗甸县、长顺县、惠水县和望谟县。说这种次方言的人口有14万。

## 划分
王辅世（1985）把麻山次方言分为四个土语，李云兵（2000）又补充了两个较小的土语。
- 中部土語，7万人，分布在紫云县、罗甸县
- 北部土語，3万5000人，分布在长顺县、惠水县
- 西部土語，1万4000人，分布在紫云县猴场镇、四大寨乡等地
- 南部土語，1万人，分布在望谟县麻山乡、乐旺镇等地
- 东南土语，4000人，分布在罗甸县木引乡、逢亭镇
- 西南土语，4000人，分布在望谟县石屯镇（原打狼乡）

下表是麻山苗语各土语及其分布与使用者人数，整理自李云兵《苗瑶语比较研究》（2018），附有王辅世《苗语简志》（1985）中的数据点。
| 方言     | 使用者（万人） | 县                     | 代表性方言点（王辅世 1985） |
| -------- | -------------- | ---------------------- | --------------------------- |
| 北部土语 | 3              | 长顺县、惠水县、罗甸县 | 长顺县摆梭乡                |
| 南部土语 | 0.8            | 望谟县                 | 望谟县乐宽乡油全村          |
| 中部土语 | 5+             | 紫云县、望谟县、罗甸县 | 紫云县绞坨寨宗地乡          |
| 西部土语 | 1+             | 紫云县                 | 紫云县猴场乡四大寨          |
| 东南土语 | 0.5            | 罗甸县                 | 望谟县模引乡把坝寨          |
| 西南土语 | 0.4+           | 望谟县、罗甸县         | 紫云县打狼乡岜棒寨          |

根据孙宏开(2017)的说法，麻山苗语中部土语分布在下列地点，总使用人数约有5万人。
- 紫云县：宗地、打易、格井、克混、妹场、百花
- 罗甸县：逢亭、边阳，等。

## 语音
在8个声调的基础上，中部土语和西部土语的第1、3、5、7调按照古声母送气与否分为两类，得到12个调类。比如第1调分裂成1a、1b两类，1a为古不送气声母，1b为古送气声母。中部土语第6调又发展出变调6'，共有13个调类。中部土语一些声调（比如紫云县宗地乡绞坨寨话的第4、6调和该乡井水坪话的第6调）有升高元音的作用。西部土语的紫云县四大寨乡话和望谟县岜饶乡绒春村新寨话的5b调与7b调合并，有11个调类。
和川黔滇方言其他一些次方言类似，双音节词或词组在第一个音节是第1、2调的情况下，第二个音节发生连续变调。

## 文字
吴正彪、杨光应（2010）以紫云县宗地乡大地坝村的中部土语语音为标准，设计了麻山次方言区苗文方案，使用和其他苗文方言区类似的拉丁字母。